# Alexander Da Silva
Fabio Alexander Gomes Gomes (Caracas; 2 de octubre de 1985), más conocido como Alexander Da Silva, es un cantante y actor venezolano.

## Biografía
A los 17 años, y después de hacer parte de la agrupación de pop Uff, Da Silva se muda a México y estudia tres años actuación para cine en la escuela “El Set”, un año de improvisación en la escuela de Arte Dramático “Casa Azul” y es becado para estudiar la carrera de actuación durante tres años en el Centro de formación actoral “CEFAC”.
Del 2004 al 2006 actúa en las telenovelas Soñaras y Machos. En el 2007 viaja a Lima, Perú para prestar su voz al doblaje de la película animada “En busca del diente mágico”.  
En el 2008 participa en el exitoso drama policial televisivo “Alma Legal”, actúa en la obra de teatro dirigida por Gabriel Retes Trainspotting con el personaje protagónico y actúa junto a los actores Gael García Bernal y Diego Luna en la película Rudo y Cursi dirigida por Carlos Cuarón y producida por Guillermo del Toro, Alfonso Cuarón y Alejandro González Iñarritu (Ambos ganadores de un premio Oscar) con el personaje de “La gringa Roldan”.
En el 2009 viaja a Costa Rica donde realiza su primera película como protagónico “Buscando la ola” dirigida por Gabriel Retes.  
En el 2010 actúa en la obra de teatro “El Ornitorrinco” con el personaje protagónico y participa en la película Suave Patria dirigida por Francisco “El panda” Padilla. En este mismo año se muda a Londres para participar en el Festival de Teatro Latino “Casa Festival” y estudia en el Actors Studio Drama School en Pinewood Studios UK, Londres.

En el 2011 filma por primera vez en su país natal la película que más tarde sería la más taquillera del 2012 en Venezuela Azul y no tan rosa coproducción España-Venezuela dirigida por Miguel Ferrari(Ganadora del Premios Goya 2013 a mejor película Iberoamericana).

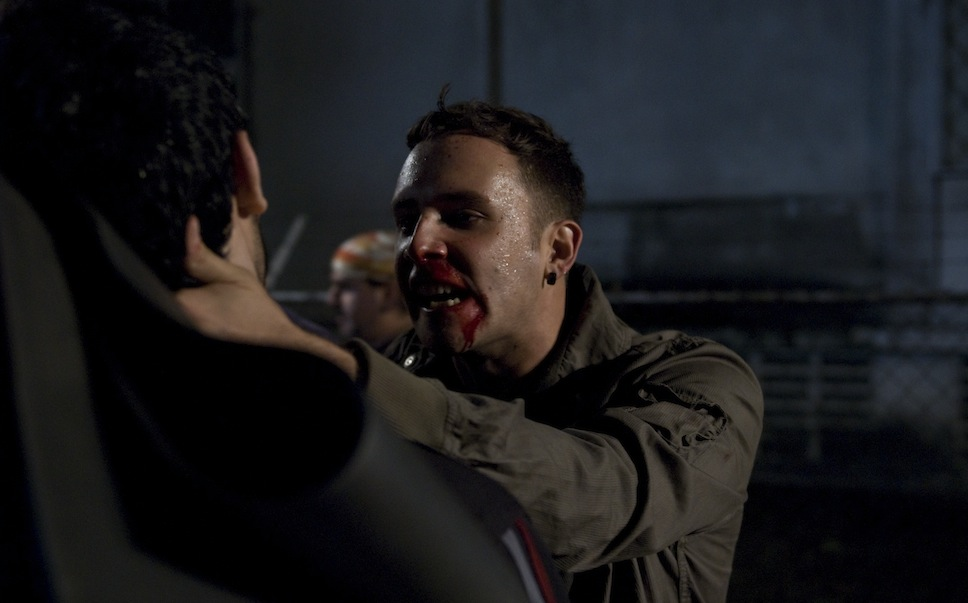
Película venezolana Azul y no tan rosa, ganadora del premio Goya en la que Alexander Da Silva interpretó al personaje de Racso.

En el 2012 filma la película “Azotes de Barrio” con el personaje protagónico, dirigida por Carlos Malavé y Jackson Gutiérrez personaje con el cual gana el premio a “Mejor actor” en el festival de cine “ELCO”, este mismo año filma La casa del fin de los tiempos primera película de suspenso venezolana dirigida por Alejandro Hidalgo y ganadora en el Screamfest Horror Film Festival de Los Ángeles a mejor película.
Este mismo año participa en el éxito televisivo Válgame Dios novela escrita por Mónica Montañés interpretando a un personaje homosexual llamado “Remigio” con el que gana el premio de "Actor Revelación" en los Premios Inter y participa también en el éxito teatral Toc Toc dirigido por Juan Souki, con el personaje de PEP.
En el 2013 graba la telenovela De todas maneras Rosa escrita por Carlos Peréz estrenada en el canal venezolano Venevisión. Este mismo año filma la película de autor "La canción de las sombras" del director Roque Zambrano.  
En el 2014 filma su octavo largometraje llamado "El Show de Willi" con el personaje Harald "El sueco", película dirigida por el talentoso director Fernando Venturini.
En el 2015 trabaja nuevamente en teatro con el director Juan Souki en su obra maestra Crimen y Castigo, adaptación del clásico de la literatura rusa escrito por Fiódor Dostoyevski, donde interpreta el personaje protagónico y trastornado "Román Raskolnikov". Actualmente está a la espera del estreno de tres películas que realizó en el 2015, entre ellas "Blindado" y "El peor hombre del mundo".
Actualmente, en 2016, Alexander Da Silva forma parte del elenco principal de Entre tu amor y mi amor, la telenovela estelar de Venevisión estrenada el 15 de junio a las 9:00 p. m. por este canal.

## Filmografía
| Largometrajes | Largometrajes                  | Largometrajes        | Largometrajes                          |              |
| Año           | Título                         | Personaje            | Notas                                  | País         |
| ------------- | ------------------------------ | -------------------- | -------------------------------------- | ------------ |
| 2008          | Rudo y Cursi                   | La gringa roldan     | Dirigida por Carlos Cuaron             | (México)     |
| 2009          | Buscando la ola                | Orlando Buenaventura | Dirigida por Gabriel Retes             | (Costa Rica) |
| 2010          | Suave Patria                   | El argentino         | Dirigida por Francisco "Panda" Padilla | (México)     |
| 2011          | Azotes de barrio               | Donay                | Dirigida por Carlos Malave             | (Venezuela)  |
| 2012          | La casa del fin de los tiempos | Oficial López        | Dirigida por Alejandro Hidalgo         | (Venezuela)  |
| 2012          | Azul y no tan rosa             | Racso                | Dirigida por Miguel Ferrari            | (Venezuela)  |
| 2013          | La Canción de las sombras      | Alejandro            | Dirigida por Roque Zambrano            | (Venezuela)  |
| 2016          | El show de Willi               | Harald "El sueco"    | Dirigida por Fernando Venturini        | (Venezuela)  |
| 2016          | El peor hombre del mundo       | Juan Andrés          | Dirigida por Edgar Rocca               | (Venezuela)  |

## Teatro
| Teatro    | Teatro           | Teatro            | Teatro                                                          |             |
| Año       | Título           | Personaje         | Notas                                                           | País        |
| --------- | ---------------- | ----------------- | --------------------------------------------------------------- | ----------- |
| 2007      | Trainspotting    | Renton            | De Irving Welsh - Dirigida por Gabriel Retes                    | (México)    |
| 2009      | El Ornitorrinco  | David             | De Humberto Robles - Dirigida por Grupo teatral Rapsodia Teatro | (México)    |
| 2009      | Crack            | La mosca          | De Edgar Chías - Dirigida por Grupo teatral Rapsodia Teatro     | (México)    |
| 2010-2012 | TOC TOC          | PEP               | De Lauren Baffiet - Dirigida por Juan Souki                     | (Venezuela) |
| 2015      | Crimen y Castigo | Román Raskolnikov | De Fyodor Dostoyevski - Dirigida por Juan Souki                 | (Venezuela) |

## Telenovelas
| Telenovelas | Telenovelas                        | Telenovelas                      | Telenovelas                                    |                                |
| Año         | Título                             | Personaje                        | Notas                                          | País                           |
| ----------- | ---------------------------------- | -------------------------------- | ---------------------------------------------- | ------------------------------ |
| 2002-2004   | Como en el Cine - Súbete a mi moto |                                  | Participación especial                         | (México)                       |
| 2002-2004   | Padres e hijos                     |                                  | Participación especial                         | (Colombia)                     |
| 2004-2005   | Soñarás                            | Alejandro                        |                                                | (México) - (Televisión Azteca) |
| 2005-2006   | Machos                             |                                  |                                                | (México) - (Televisión Azteca) |
| 2012        | Válgame Dios                       | Remigio Pérez                    | De Mónica Montañés - Dirigida por Yuri Delgado | (Venezuela) - (Venevisión)     |
| 2013        | De todas maneras Rosa              | Rafael "El Turco" Chirinos       | De Carlos Pérez                                | (Venezuela) - (Venevisión)     |
| 2016        | Entre tu amor y mi amor            | Carlos "Carlucho" Machado Blanco | De Carlos Pérez                                | (Venezuela) - (Venevisión)     |